# 中张千佛阁
中张千佛阁，位于中国河北省邢台市中张村，为邢台市内丘县的一个省级文物保护单位，类型为古建筑，公布时间为1993年7月15日。
中张千佛阁的历史年代为明代。